# Live at Wolf Trap
Live at Wolf Trap è il terzo album discografico live del gruppo musicale rock statunitense The Doobie Brothers, pubblicato il 26 ottobre 2004.

## Tracce
1. Rockin' Down the Highway (Johnston) – 3:30
2. Jesus Is Just Alright (A. Reynolds) – 5:05
3. Dangerous (Simmons) – 5:10
4. Another Park, Another Sunday (Johnston) – 4:40
5. Steamer Lane (Simmons) – 3:51
6. South City Midnight Lady (Simmons) – 6:18
7. Snake Man (Johnston) – 2:40
8. Five Corners (McFee/Simmons) – 1:57
9. Rainy Day Crossroad Blues (Johnston) – 4:58
10. Clear as the Driven Snow (Simmons) – 5:47
11. Don't Start Me Talkin' (Sonny Boy Williamson) – 7:55
12. Take Me in Your Arms (Rock Me a Little While) (Holland/Dozier/Holland) – 3:45
13. Little Bitty Pretty One (Byrd) – 4:03
14. Black Water (Simmons) – 4:43
15. Long Train Runnin' (Johnston) – 6:09
16. China Grove (Johnston) – 3:22
17. Listen to the Music (Johnston) – 5:40

## Formazione
Gruppo
- Tom Johnston - chitarra, voce
- Patrick Simmons - chitarra, voce, banjo
- Michael Hossack - batteria, percussioni
- Keith Knudsen - batteria, percussioni, voce
- John McFee - chitarra, violino, pedal steel guitar, dobro, armonica, mandolino, voce